# Rhicnoderma olivacea
Rhicnoderma olivacea är en insektsart som beskrevs av Gerstaecker 1889. Rhicnoderma olivacea ingår i släktet Rhicnoderma och familjen Romaleidae. Inga underarter finns listade i Catalogue of Life.